# Ulrich Köhler
Ulrich Köhler (Marburg, 15 december 1969) is een Duits filmregisseur die wordt gerekend tot de Berlijnse School.

## Biografie
Toen Köhler vijf jaar oud was, verhuisde hij met zijn ouders naar Zaïre (het huidige Democratische Republiek Congo), waar zijn ouders als ontwikkelingswerkers actief waren. Hij bracht er vier jaar van zijn jeugd door. De terugkeer naar een kleine stad in de Duitse deelstaat Hessen werd door hem en zijn broers en zussen als ingrijpend ervaren.
Tussen 1989 en 1991 studeerde Köhler kunst in het Franse Quimper. Daarna volgde hij een opleiding in filosofie en visuele communicatie aan de Universiteit Hamburg voor Schone Kunsten. Hij voltooide zijn studie in 1998 en maakte daarna diverse korte films.
In 2002 ging zijn speelfilm Bungalow in première in de Panorama-sectie van de Internationale Filmfestspiele Berlin. In 2005 volgde de film Montag kommen die Fenster. Zijn grootste succes boekte hij in 2011 met de film Schlafkrankheit, waarvoor hij de Zilveren Beer voor beste regie kreeg op de Berlinale.
Köhler woont in Berlijn samen met filmregisseur Maren Ade. Het stel heeft twee kinderen.

## Filmografie
- 1993: Feldstraße (kortfilm)
- 1996: Epoxy (kortfilm, samen met Nina Könnemann)
- 1997: Starsky (kortfilm)
- 1997: Maria Tokyo (kortfilm)
- 1998: Palü (kortfilm, samen met Jochen Dehn)
- 1998: Rakete (kortfilm, samen met Nina Könnemann)
- 1999/2000: White Calf (videoinstallatie, samen met Jeanne Faust)
- 2002: Bungalow
- 2006: Montag kommen die Fenster
- 2011: Schlafkrankheit
- 2018: In My Room
- 2019: Das freiwillige Jahr

## Prijzen en erkenningen
- 2011: Zilveren Beer voor beste regie op de Berlinale voor Schlafkrankheit[5][6]
- 2011: Filmkunstprijs op het Festival des deutschen Films voor Schlafkrankheit[7]
- 2012: Beurs voor residentie aan de Villa Aurora in Los Angeles (samen met Maren Ade)[8]
- 2020: Zilveren Meridian van de Europese ruimtevaartverenigingen voor het inspirerend overbrengen van ruimtetechnologische en -historische kennis.[9]